# A Piece of Americana
A Piece of Americana è il terzo EP del gruppo musicale statunitense The Offspring, pubblicato nel 1998 dalla Columbia Records.
Contiene cinque tracce dell'album Americana, di cui 4 sarebbero poi diventate singoli del disco.
La copertina dell'EP è uguale a quella del singolo Pretty Fly (for a White Guy), l'unica differenza è rappresentata dai colori.

## Tracce
1. The Kids Aren't Alright – 3:00
2. Pretty Fly (for a White Guy) – 3:08
3. She's Got Issues – 3:48
4. Why Don't You Get a Job? – 2:52
5. Feelings – 2:52 – cover di Morris Albert

## Formazione
- Dexter Holland - voce, chitarra
- Noodles - chitarra, cori
- Greg K - basso, cori
- Ron Welty - batteria
- Chris "X-13" Higgins - cori, percussioni, chitarra, maracas